# UrbanArt Biennale

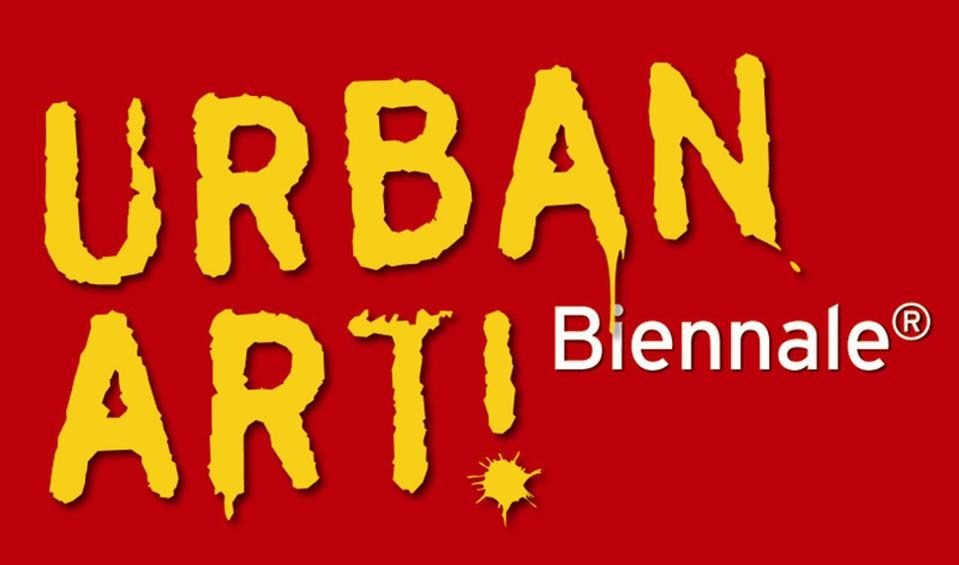
Logo de l'UrbanArt Biennale.

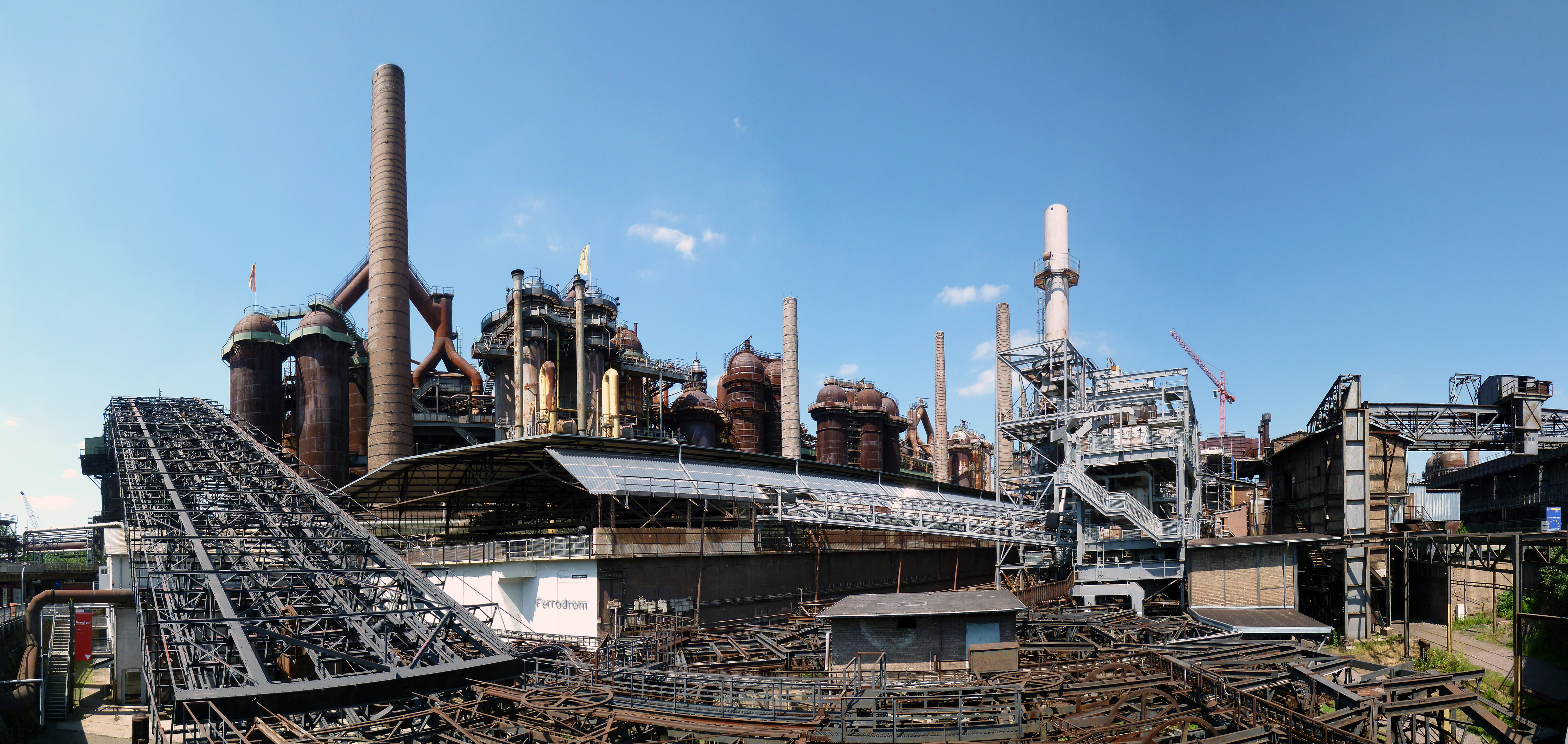
Usine sidérurgique de Völklingen.

 (janvier 2017).
UrbanArt Biennale est une Biennale d'art urbain qui a lieu depuis 2011 à Völklingen, dans la Sarre. Elle a comme objectif de présenter les créations actuelles de ce mouvement artistique, de documenter son évolution et de proposer un aperçu de sa scène internationale. Le lieu de l’exposition est le « Centre européen d’art et de culture industrielle » à  l’usine sidérurgique de Völklingen, classée Patrimoine mondial par l’UNESCO,.

## Historique
L’Art urbain est un style artistique du XXIe siècle, qui puise son essence dans les villes et le monde urbain. Cet art est souvent réalisé par des artistes vivant dans un contexte urbain ou montrant une prédilection pour les villes. L’art urbain combine le « Street-Art », le Graffiti ainsi que d’autres courants artistiques actuels. Comme il s’inspire majoritairement de l’architecture urbaine et qu’il thématise le style de vie urbain, il comprend souvent toutes les formes des Beaux Arts qui apparaissent dans les espaces urbains. L’art urbain est un phénomène culturel de notre époque, il n’est en aucun cas une nouvelle forme d’art.[Interprétation personnelle ?]

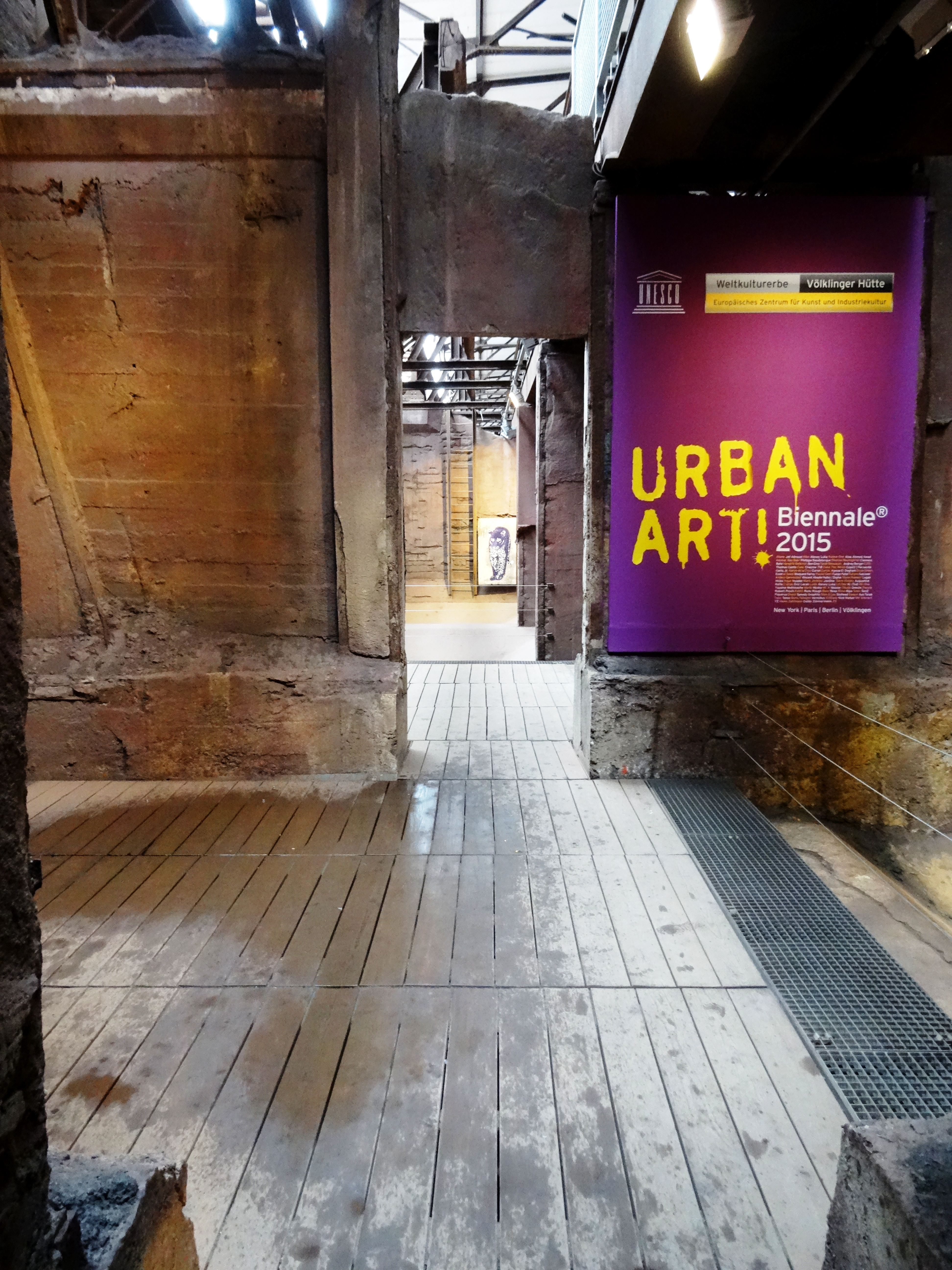
Biennale 2015 dans l'usine sidérurgique de Völklingen.

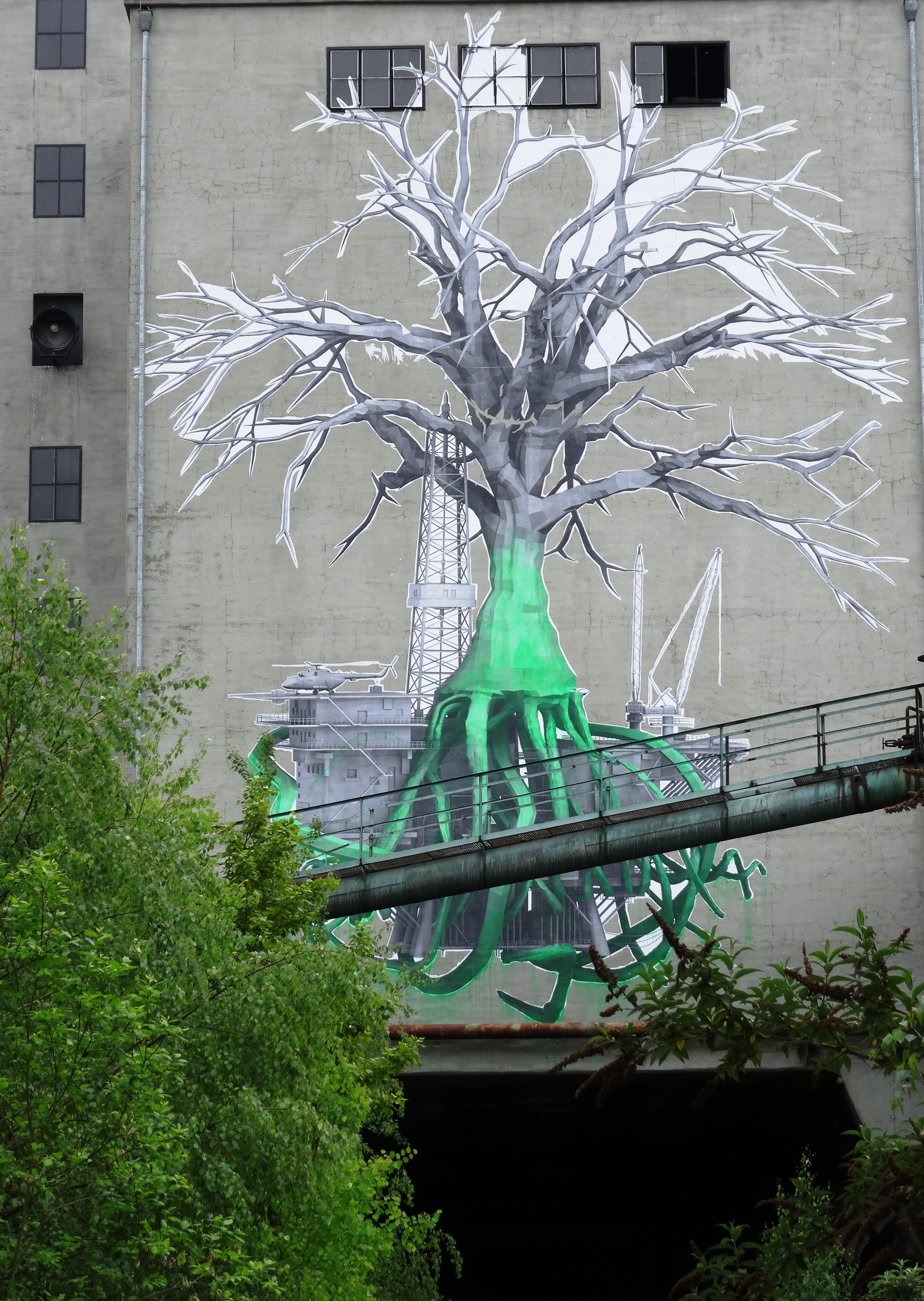
Tree of Life de Ludo (Parcours de la 3. biennale 2015).

En 2011 eut lieu pour la première fois une exposition intitulée « UrbanArt - Graffiti 21. New York, Paris, Berlin, Völklingen » dans les halls industriels gigantesques de l'Usine sidérurgique de Völklingen (Völklinger Hütte), classée par l’UNESCO au Patrimoine Culturel Mondial. C’est une idée de son Président directeur général, Monsieur Meinrad Maria Grewenig. Celui-ci s’était déjà penché auparavant sur le Pop Art et l'Op Art et avait mis en lumière l’influence de ces courants sur l’art urbain, à l’occasion de nombreuses expositions à la Völklinger Hütte. Parallèlement à l’exposition de Völklingen eut lieu au Musée d'art contemporain de Los Angeles une grande exposition intitulée « Art in the streets » qui a fait sensation au niveau international. De là est née l’idée de présenter dans un rythme biannuel l’évolution de l’art urbain.  
En 2013, la deuxième exposition se déroula dans le cadre de la nouvelle Biennale. Elle se pencha surtout sur le développement de cet art, depuis ses débuts dans les rues à son arrivée dans les musées et les galeries d’art. Plus de 40 artistes internationaux d’art urbain ont participé à cette exposition, qui s’avéra un véritable succès. 
La Biennale suivante a eu lieu du 29 mars au 1er novembre 2015. Comprenant plus de 80 artistes venus de 21 pays, dont Shepard Fairey, Ceet Fouad, Fuego Fatal, JonOne, Ganzeer, Anders Gjennestad, Yazan Halwani, Logan Hicks, Mark Jenkins, l’exposition a doublé en volume par rapport à celle de 2013. Là aussi, on a inauguré de nouveaux espaces, qui s’intègrent dans le concept de l’exposition. La surface d’exposition s’agrandit également : la Biennale s’étend sur une surface abritée de plus de 10 000 m2, ainsi qu’un parcours extérieur de plus de 100 000 m2.
 Pour la première fois, la Biennale a mis l’accent sur un pays en particulier, avec des ouvrages des pays arabes, dont l’Égypte. Pendant le « Printemps arabe », les graffitis et autres formes d’art urbain ont été le véhicule d’expression de la lutte contre la répression, des difficultés sociales et de la libre expression, au sein des États arabes et surtout en Égypte.